# Panachaïkī Gymnastikī Enōsī
Panachaiki F.C. (gr.: ΠΑΕ Παναχαϊκή) è la divisione calcistica della polisportiva Panachaïkī Gymnastikī Enōsī, con sede nella città di Patrasso, Grecia.
Fondata nel 1891, nella sua storia ha raggiunto due volte le semifinali di Coppa di Grecia (1978-1979, 1996-1997) ed i quarti di finale in dieci occasioni. È stato inoltre il primo club greco che non fosse di Atene a rappresentare la propria nazione in una competizione europea, nella Coppa UEFA 1973-1974. Nel 1979, la divisione accede al professionismo e diventa indipendente.

## Storia
La storia del Panachaiki inizia nel 1891, quando il Panachaikos Gymnastikos Syllogos (Club Ginnico Pan-Achaean) fu fondato. Nel 1894, il club sportivo rivale, Gymnastiki Eteria Patron (Compagnia Ginnica di Patrasso), fu fondato a Patrasso da ex membri del Panachaikos. Solo nel 1923 arrivarono ad un compromesso e decisero per la fusione facendo nascere l'attuale Panachaiki Gymnastiki Enosi.
La divisione calcistica fu fondata nel 1899 dal britannico Arthur Morphy e lo stesso anno la squadra disputò la prima partita amichevole vedendo come avversari una squadra composta da marinai inglesi vincendo per 4 a 2. Negli anni che seguirono la squadra fu formata da atleti provenienti da altre discipline della polisportiva oppure da membri della comunità britannica di Patrasso e degli immigrati italiani.

## Palmarès

### Competizioni nazionali
- Beta Ethniki: 5

1968-1969, 1970-1971, 1981-1982, 1983-1984, 1986-1987
- Gamma Ethniki: 3

2010-2011 (girone 1), 2016-2017 (gruppo 3), 2021-2022 (gruppo 4)

### Altri piazzamenti
- Coppa di Grecia:

Semifinalista: 1978-1979, 1996-1997
- Beta Ethniki:

Secondo posto: Beta Ethniki 1960-1961 (girone Atene), 1989-1990, 1994-1995, 1998-1999
- Football League (Grecia):

Secondo posto: 2014-2015 (gruppo 1)
Terzo posto: 2017-2018
- Gamma Ethniki:

Terzo posto: 2008-2009 (gruppo 1), 2009-2010 (gruppo 1)

## Statistiche e record

### Statistiche nelle competizioni UEFA
Tabella aggiornata alla fine della stagione 2018-2019.
| Competizione                  | Partecipazioni | G | V | N | P | RF | RS |
| ----------------------------- | -------------- | - | - | - | - | -- | -- |
| Coppa UEFA/UEFA Europa League | 1              | 4 | 2 | 1 | 1 | 4  | 9  |
| Coppa Intertoto               | 1              | 4 | 1 | 1 | 2 | 8  | 9  |

## Organico

### Rosa 2022-2023
Aggiornata al 28 febbraio 2023.
| N. |                      | Ruolo | Calciatore                 |
| -- | -------------------- | ----- | -------------------------- |
| 1  | Grecia (bandiera)    | P     | Christos Theodorakis       |
| 4  | Grecia (bandiera)    | D     | Kōnstantinos Rougkalas     |
| 5  | Grecia (bandiera)    | C     | Panagiotis Linardos        |
| 6  | Grecia (bandiera)    | C     | Antonis Tsiaras            |
| 7  | Grecia (bandiera)    | D     | Lyberis Stergidis          |
| 8  | Serbia (bandiera)    | C     | Petar Karaklajić           |
| 9  | Grecia (bandiera)    | A     | Vangelis Alexopoulos       |
| 10 | Giordania (bandiera) | C     | Angelos Chanti             |
| 11 | Serbia (bandiera)    | C     | Nikola Karaklajić          |
| 13 | Grecia (bandiera)    | P     | Marios Mikes               |
| 14 | Grecia (bandiera)    | D     | Nikolaos Konstantakopoulos |
| 17 | Grecia (bandiera)    | C     | Giannis Bourlakis          |
| 18 | Grecia (bandiera)    | P     | Andreas Kolovouris         |
| 19 | Argentina (bandiera) | C     | Iván Silva                 |

| N. |                        | Ruolo | Calciatore               |
| -- | ---------------------- | ----- | ------------------------ |
| 21 | Grecia (bandiera)      | D     | Manolis Liofagos         |
| 23 | Grecia (bandiera)      | D     | Nikolaos Stasinopoulos   |
| 24 | Grecia (bandiera)      | C     | Charalabos Topal         |
| 29 | Grecia (bandiera)      | C     | Antonis Trimmatis        |
| 30 | Grecia (bandiera)      | C     | Manolis Papachronopoulos |
| 31 | Cipro (bandiera)       | A     | Nestoras Mytidīs         |
| 34 | Stati Uniti (bandiera) | C     | Zurab Bedoshvili         |
| 44 | Grecia (bandiera)      | D     | Dimitrios Tsakmakis      |
| 55 | Argentina (bandiera)   | D     | Juan Larrea              |
| 70 | Grecia (bandiera)      | A     | Ioakim Zygeridis         |
| 77 | Grecia (bandiera)      | C     | Georgios Antoniadis      |
| 95 | Brasile (bandiera)     | C     | Carlitos                 |
|    | Grecia (bandiera)      | D     | Christos Kontochristos   |